# Jayde Nicole
Jayde Nicole (Scarborough, 19 febbraio 1986) è una modella canadese, nota per aver ottenuto i titoli di Playmate Of The Months (gennaio 2007) e Playmate Of The Year (giugno 2008) nella rivista Playboy. È la prima canadese ad essere eletta playmate dell'anno dopo 26 anni, periodo in cui il titolo andò a Shannon Tweed.

## Biografia
Iniziò ad apparire su riviste e cataloghi di moda dall'età di sei anni. L'anno successivo, la sua famiglia si trasferì a Port Perry. All'età di undici anni la ragazza interruppe la sua carriera da modella poiché si riteneva troppo grande per continuare a posare su cataloghi di moda per bambini.
Ormai quindicenne, Jayde venne notata da un agente di un'agenzia di moda all'uscita del concerto, il quale offrì alla ragazza l'opportunità di riprendere la carriera da modella.
Da quel momento, Jayde è apparsa in numerosi show di moda e su diverse riviste, inoltre possiede una propria agenzia di moda a Port Perry.
Frequentava il George Brown College di Toronto, ma abbandonò definitivamente gli studi per dedicarsi pienamente alla sua carriera.

## Carriera
Nicole è apparsa su diverse riviste di moda, ed è tuttora modella di costumi da bagno. Il successo più grande arriva grazie alla rivista Playboy.
Nell'ottobre 2008 la ragazza ha preso parte ad un divertente video per le elezioni presidenziali insieme alle altre playmates Jo Garcia, Grace Kim e Christine Smith.
Nel giugno 2009 partecipa al film di Carlo Vanzina Un'estate ai Caraibi.

## Vita privata
Vegetariana sin da giovanissima, è diventata poi una sostenitrice del veganismo.
Ha un tatuaggio con la scritta "respect" sul basso addome che fece al termine di una brutta relazione, per ricordarsi di non farsi mettere mai più i piedi in testa da qualcuno. La posizione del tatuaggio non è casuale, in quanto, essendo modella di costumi da bagno, poteva continuare la sua carriera senza che il tatuaggio venisse mostrato. Successivamente, dedicandosi ad altri settori di moda, il tatuaggio è stato rivelato.